# Caberfae (Míchigan)
Caberfae es un lugar designado por el censo ubicado en el condado de Wexford en el estado estadounidense de Míchigan. En el Censo de 2010 tenía una población de 64 habitantes y una densidad poblacional de 71,62 personas por km².

## Geografía
Caberfae se encuentra ubicado en las coordenadas 44°14′59″N 85°43′30″O / 44.24972, -85.72500. Según la Oficina del Censo de los Estados Unidos, Caberfae tiene una superficie total de 0.89 km², de la cual 0.89 km² corresponden a tierra firme y (0%) 0 km² es agua.

## Demografía
Según el censo de 2010, había 64 personas residiendo en Caberfae. La densidad de población era de 71,62 hab./km². De los 64 habitantes, Caberfae estaba compuesto por el 98.44% blancos, el 0% eran afroamericanos, el 0% eran amerindios, el 0% eran asiáticos, el 0% eran isleños del Pacífico, el 0% eran de otras razas y el 1.56% pertenecían a dos o más razas. Del total de la población el 0% eran hispanos o latinos de cualquier raza.